# Barreiro
Barreiro község és település Portugáliában, Setúbal kerületben. A település területe 36,39 négyzetkilométer. Barreiro lakossága 78764 fő volt a 2011-es adatok alapján. A településen a népsűrűség 2200 fő/ négyzetkilométer. A település jelenlegi vezetője Carlos Humberto.
A község napja minden évben június 28-án van.
A község a következő településeket foglalja magába, melyek:
- Alto do Seixalinho, Santo André e Verderena
- Barreiro e Lavradio
- Palhais e Coina
- Santo António da Charneca

## Demográfia

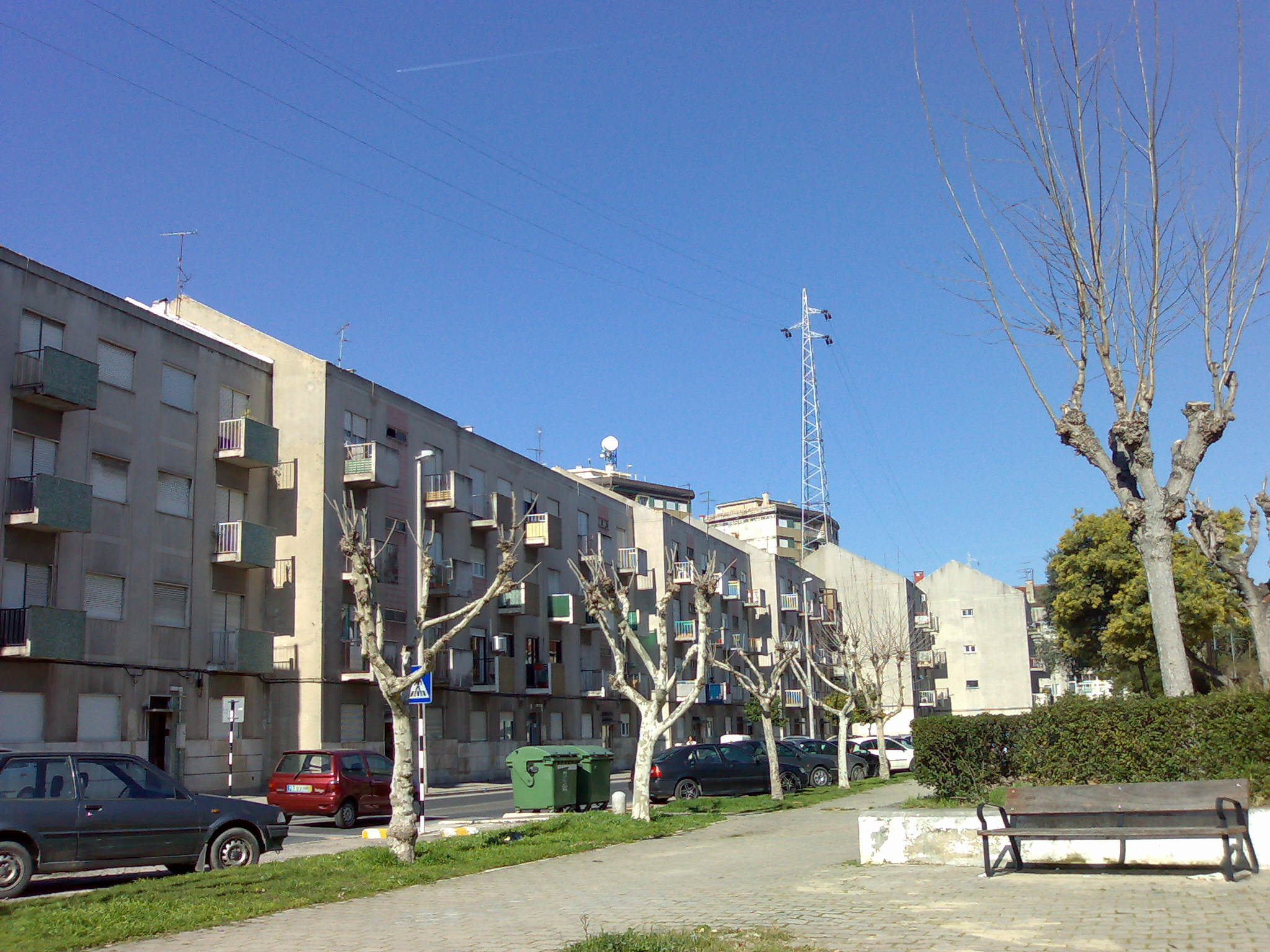
Barreiro egyik utcájának látképe

| Népességváltozás (1801–2011) | Népességváltozás (1801–2011) | Népességváltozás (1801–2011) | Népességváltozás (1801–2011) | Népességváltozás (1801–2011) | Népességváltozás (1801–2011) | Népességváltozás (1801–2011) | Népességváltozás (1801–2011) | Népességváltozás (1801–2011) | Népességváltozás (1801–2011) |
| ---------------------------- | ---------------------------- | ---------------------------- | ---------------------------- | ---------------------------- | ---------------------------- | ---------------------------- | ---------------------------- | ---------------------------- | ---------------------------- |
| 1801                         | 1849                         | 1900                         | 1930                         | 1960                         | 1981                         | 1991                         | 2001                         | 2004                         | 2011                         |
| 2 425                        | 3 384                        | 7 738                        | 21 030                       | 35 088                       | 88 052                       | 85 768                       | 79 012                       | 78 992                       | 78 764                       |

## Testvérvárosi kapcsolatok
Barreiro is testvérvárosai a következők:
- — Łódź, Lengyelország (1996)[6]
- — Stara Zagora, Bulgária (1976)

## Fordítás
- Ez a szócikk részben vagy egészben  a   Barreiro, Portugal című angol Wikipédia-szócikk ezen változatának fordításán alapul.  Az eredeti cikk szerkesztőit annak laptörténete sorolja fel. Ez a jelzés csupán a megfogalmazás eredetét és a szerzői jogokat jelzi, nem szolgál a cikkben szereplő információk forrásmegjelöléseként.